# سفر دوست‌داشتنی من
سفر دوست‌داشتنی من (انگلیسی: My Lovely Journey؛‏ کره‌ای: 여행을 대신해 드립니다) مجموعهٔ تلویزیونی محصول کره جنوبی به تهیه‌کنندگی شرکت بیگ اوشن ئی‌ان‌ام و با بازی گونگ سونگ یون، کیم جه یونگ و یو جون سانگ است. این مجموعه اقتباسی از رمان ژاپنی به خانه خوش آمدی، مسافر نوشتهٔ ماهیرو هارادا است و قرار است در اوت ۲۰۲۵ از شبکهٔ چنل ای پخش شود.

## خلاصه داستان
این مجموعه داستان کانگ ها تانگ، یک آیدل سابق و اکنون خبرنگار حوزهٔ سفر را روایت می‌کند که با برنامه‌ریزی سفرهای دگرگون‌کننده برای دیگران، دوباره معنای زندگی و رشد فردی را کشف می‌کند.

## بازیگران

### اصلی
- گونگ سونگ یون در نقش کانگ ها تانگ
- کیم جه یونگ در نقش لی یون سوک
- یو جون سانگ در نقش اوه سانگ شیک

### مکمل
- هونگ سو هیون در نقش یو ها نا[۴]
- یو جی یون در نقش یانگ سون آه[۴]
- دونگ هیون به در نقش پی‌دی سونگ[۴]
- اوه هیون جونگ در نقش هیون پونگ[۴]
- بک‌هو در نقش چا شی وان[۴]
- پارک بو یون در نقش گو اون چه[۴]

## تولید
شرکت بیگ اوشن ئی‌ان‌ام در مارس ۲۰۲۳ اعلام کرد که حقوق اقتباس از رمان سال ۲۰۱۲ ماهیرو هارادا با عنوان به خانه خوش آمدی، مسافر که توسط انتشارات شوئیشا منتشر شده بود، به دست آورده است. نخستین پوسترهای رسمی این مجموعه که نقاشی‌های سنتی فولکلور اثر نام جونگ ئه هستند، در ۳۰ مه منتشر شد و پس از آن در سپتامبر، همکاری‌هایی با سبک نقاشی جوهری نیز انجام شد.